# Daniel Nosewicz
Daniel Nosewicz (ur. 4 maja 1987 r. w Lidzbarku Warmińskim) – polski kompozytor, aranżer, dyrygent i gitarzysta. Laureat Fryderyka w kategorii Fonograficzny Debiut Roku Jazz.

## Życiorys
Ukończył I stopień Państwowej Szkoły Muzycznej w klasie fortepianu i gitary klasycznej w Lidzbarku Warmińskim. Edukację muzyczną kontynuował w Państwowej Szkole Muzycznej II stopnia w Olsztynie w klasie gitary Adama Giski. W 2013 roku ukończył studia z wyróżnieniem w Akademii Muzycznej im. Stanisława Moniuszki w Gdańsku na kierunku Jazz i Muzyka Estradowa w klasie aranżacji i kompozycji Leszka Kułakowskiego oraz w klasie gitary jazzowej Macieja Grzywacza. W latach 2010/2011 student Royal Conservatoire de Musique de Bruxelles na Wydziale Jazzu w ramach programu Erasmus.
Laureat wielu konkursów międzynarodowych i ogólnopolskich, m.in.: laureat programu stypendialnego Ministerstwa Kultury i Dziedzictwa Narodowego "Młoda Polska" (2020), I Nagroda na VII Międzynarodowym Konkursie Kompozytorskim im. Krzysztofa Komedy (2013 r.), finalista 'The 1st Annual Young European Bigband Composer Competition w Kopenhadze (2013 r.), finalista Oticons Faculty Film Music Competition 2016r., finalista Young Talent Award 2015r., laureat Stypendium Artystycznego Marszałka Województwa Warmińsko-Mazurskiego (2011 r.), II Nagroda na Big Band Festival w Bydgoszczy (2009 r.) oraz II Nagroda na Ogólnopolskim Festiwalu Big Bandów w Nowym Tomyślu (2010 r.) z Big Bandem Akademii Muzycznej w Gdańsku pod kier. Leszka Kułakowskiego i wiele innych.
W 2014 roku odbyła się premiera jego koncertu na gitarę i orkiestrę symfoniczną w Filharmonii Warmińsko-Mazurskiej im. Feliksa Nowowiejskiego podczas IX Międzynarodowego Kursu i Konkursu Gitarowego w Olsztynie. Orkiestrę poprowadził Piotr Sułkowski. Partię solową wykonała Anna Pietrzak.
W 2015 roku aranżował i dyrygował orkiestrą podczas koncertu w 100. rocznicę urodzin Franka Sinatry w Operze Leśnej w Sopocie, gdzie wystąpili m.in. Kasia Cerekwicka, Kasia Wilk, Łukasz Zagrobelny, Sławek Uniatowski, Mateusz Krautwurst, Weronika Korthals. Koncert prowadził Piotr Bałtroczyk.
Autor symfonicznych aranżacji piosenek Sławka Uniatowskiego. Prapremiera odbyła się 25 września 2016 roku w Filharmonii im. Mieczysława Karłowicza w Szczecinie.
Dyrygent, aranżer i kierownik muzyczny telewizyjnego programu "Hit Hit Hurra!” w TVP1, w którym występował m.in. z Edytą Górniak, Kayah, Natalią Szroeder, Zbigniewem Wodeckim, Ryszardem Rynkowskim, Michałem Szpakiem, Sound’n’Grace, Andrzejem Piasecznym, Kasią Stankiewicz & Varius Manx, Marylą Rodowicz, Kombii, Mezo, Red Lips, Dawidem Kwiatkowskim, Mesajah, Anią Wyszkoni, Kasią Kowalską, Pawłem Podgórskim, zespołem IRA, Alicją Majewską, zespołem Feel, Martą Zalewską. W jury zasiedli Edyta Górniak, Hirek Wrona i Bartek Caboń, a gospodarzem show był Artur Orzech. Program Hit Hit Hurra! liczył 12 odcinków wraz z odcinkiem finałowym na żywo. Zwyciężczynią w głosowaniu SMS-owym publiczności została Alicja Szemplińska. Na potrzeby programu powstało około 150 aranżacji. Emisja trwała od września do grudnia 2016 roku.
W 2016, 2017 i 2018 roku podczas festiwalu „Blues Na Świecie” dyrygował i aranżował dla czołówki europejskiego i światowego bluesa. W koncertach z festiwalową orkiestrą wzięli udział m.in.: Frank McComb, Lachy Doley, Matt Schofield, Mike Andersen, Sari Schorr, Ben Poole, Henrik Freichlader, Innes Sibun, Stanisław Soyka, Grażyna Łobaszewska, Natalia Przybysz, Ania Karwan, Natalia Lubrano, Anna Grzelak, Sławek Wierzcholski, Jacek Jaguś, Tobiasz Staniszewski, Tomasz Nitribitt.
W 2017 roku stworzył orkiestracje polskich piosenek z lat dwudziestych i trzydziestych na zlecenie Filharmonii im. Mieczysława Karłowicza w Szczecinie. Premierowy koncert odbył się 31 grudnia, w którym wzięli udział: Zosia Nowakowska, Sylwia Różycka, Jakub Szydłowski, Rafał Drozd oraz Orkiestra Symfoniczna Filharmonii w Szczecinie pod jego batutą.
W sierpniu 2018 r. jako aranżer i dyrygent wystąpił wraz z orkiestrą podczas transmitowanego koncertu "The Best Of Sopot" w ramach Sopot Top Of The Top Festival, towarzysząc gwiazdom polskiej estrady. Na scenie Opery Leśnej wystąpili: Edyta Górniak, Natalia Szroeder, Kasia Kowalska, Kasia Cerekwicka, Patricia Kazadi, Kasia Wilk, Izabela Trojanowska, Sławek Uniatowski, Andrzej Piaseczny, Andrzej Dąbrowski, Michał Kwiatkowski oraz zespoły: Feel, Pectus i grupa VOX. Koncert prowadziła Grażyna Torbicka i Olivier Janiak.
27 grudnia 2018 r. odbył się koncert "Muzyka Wolności" z okazji setnej rocznicy wybuchu Powstania Wielkopolskiego. Na Stadionie Miejskim w Poznaniu wystąpili Perfect, Kayah, Edyta Górniak, Lady Pank, Andrzej Piaseczny, Maryla Rodowicz, Natalia Kukulska, Margaret, Kamil Bednarek, Natalia Szroeder, Kasia Kowalska, Michał Szpak, Varius Manx & Kasia Stankiewicz, Anna Wyszkoni, Lombard, Cleo, Stanisław Soyka, Sebastian Riedel, Kasia Wilk & Mezo, Sztywny Pal Azji, Ola Gintrowska oraz orkiestra symfoniczna pod kierownictwem muzycznym: Adama Sztaby, Daniela Nosewicza i Nikoli Kołodziejczyka. Organizatorem koncertu był Samorząd Województwa Wielkopolskiego. Wydarzenie było transmitowane przez telewizję TVN.
W 2020 roku nagrał debiutancką płytę "The Shining" z własnymi kompozycjami, na której można usłyszeć jego kwintet w składzie: Szymon Łukowski (saksofon tenorowy, sopranowy i flet altowy), Michał Ciesielski (fotepian), Konrad Żołnerek (kontrabas), Sławek Koryzno (perkusja) nagrany w Monochrom Studio oraz orkiestrę symfoniczną Budapest Scoring, którą dyrygował podczas sesji nagraniowej w Studio 22 Węgierskiego Radia. Gościem specjalnym na płycie jest trębacz Jerzy Małek. Miks i mastering nagrań wykonał Dave Darlington w Bass Hit Studio w Nowym Jorku. Za album "The Shining" otrzymał Fryderyka w kategorii Fonograficzny Debiut Roku Jazz. Płyta ukazała się 7 września 2021 roku.
Aranżował i dyrygował orkiestrą podczas jubileuszowego koncertu "Nasze 20-lecie" stacji TVN24. W koncercie na żywo wzięli udział m.in.: Ewa Bem, Natalia Przybysz, Monika Brodka, Sylwia Grzeszczak, Andrzej Piaseczny, Stanisław Soyka, Tomasz Organek, Michał Szpak. Koncert odbył się 19 sierpnia 2021 r. w ramach Top Of The Top Festival w Operze Leśnej w Sopocie.
Pisał aranżacje na zamówienie dla m.in. Filharmonii im. Mieczysława Karłowicza w Szczecinie, Opery Nova w Bydgoszczy, Opery Bałtyckiej w Gdańsku, Teatru Muzycznego w Łodzi.